# Argyra flavipes
Argyra flavipes är en tvåvingeart som beskrevs av Van Duzee 1925. Argyra flavipes ingår i släktet Argyra och familjen styltflugor. Inga underarter finns listade i Catalogue of Life.